# Joaquim José Oliveira
Joaquim José de Oliveira (1880 - 1935) foi um político da Primeira República Portuguesa. Licenciado em Direito pela Universidade de Coimbra, foi ainda Conservador da Biblioteca Pública de Braga e Conservador do Registo Civil da mesma cidade. Foi irmão de  Manuel José de Oliveira (1877-1918), bibliófilo, médico de renome e administrador de Ponte de Lima.

## Biografia
Filho de Tomás José de Oliveira e de Maria Maximina de Oliveira, Joaquim José de Oliveira nasceu e faleceu em Marrancos, concelho de Vila Verde. Em 1896 concluiu os preparatórios no Seminário de Braga e no ano seguinte repetiu-os no liceu. Frequentou o curso teológico que concluiu com distinção em 1901, não abraçando contudo a vida eclesiástica.
Em Outubro de 1902 matriculou-se em Direito na Universidade de Coimbra, curso que completou no ano da Greve Académica de 1907, tendo feito parte do grupo dos intransigentes e um dos principais instigadores daquela paralisação, além de ser o primeiro subscritor do célebre Manifesto redigido por Ramada Curto e outros. Ainda em Coimbra, foi vice-presidente do Centro Republicano Académico, pertenceu à Associação Académica do Livre Pensamento e a um comité central carbonário.
Tendo sido candidato a deputado nas últimas eleições da monarquia pelo Partido Republicano, foi eleito em 1911 pelo círculo de Braga. Seu irmão  Manuel José de Oliveira (1877-1918), médico e administrador de Ponte de Lima, foi nas mesmas eleições eleito por Viana do Castelo.
Eleito deputado também em 1915, 1919 e 1922, foi ministro da Instrução Pública do governo de Alfredo de Sá Cardoso ( 21.º governo republicano (Portugal)) de 19 de Junho de 1919 até 15 de Janeiro de 1920 e (reempossado) de 15 de janeiro de 1920 a 21 de janeiro de 1920.
Nessa qualidade assinou o decreto que instituiu a Faculdade de Letras da Universidade do Porto.